# MIM–23 Hawk
A MIM–23 Hawk közép-hatótávolságú légvédelmi rakéta, melyet az Amerikai Egyesült Államokban terveztek és gyártottak. Igen elterjedt volt, gyártották Nyugat-Európában és Japánban is. Az eredetileg elektroncsöves technikára épülő, bonyolult és megbízhatatlan rendszert folyamatosan korszerűsítették, 1971-ben állt rendszerbe az Improved Hawk (I–HAWK) rakéta, ennek számos változata létezik. Az Egyesült Államokban a MIM–104 Patriot váltotta fel.